# Batllistas (2018)
Batllistas es una agrupación política colorada, creada en mayo de 2018 de cara a las elecciones de 2019 en Uruguay.
Con evocaciones al tradicional batllismo colorado, impulsa la precandidatura a la Presidencia de la República del Dr. Julio María Sanguinetti, dos veces presidente (1985-1990 y 1995-2000).
Numerosos dirigentes integran sus filas. En la llamada "mesa chica" se encuentran Julio Luis Sanguinetti, Gustavo Osta, Germán Cardoso, Walter Verri, Tabaré Viera y Conrado Rodríguez. En el equipo económico revistan Ariel Davrieux, Luis Mosca, Ricardo Zerbino, Isaac Alfie, Carlos Steneri, Horacio Bafico, Álvaro Rosas y Gustavo Michelin. El exvicepresidente Luis Hierro López coordina los grupos de trabajo en otras áreas, integrados también por Juan Berchesi, Luis Fraschini, Lucio Cáceres, Leonardo Guzmán, Ricardo Pascale y Nicolás Albertoni.
La precandidatura de J.M. Sanguinetti significó respaldos entre los dirigentes políticos del país: Tabaré Hackenbruch Legnani, José Amy, Marne Osorio, Susana Montaner, Pablo Ferrari y José Bonilla. El exlegislador Manuel Flores Silva también le ha dado su apoyo.